# سوركان
سوركان هي قرية في مقاطعة أرومية، إيران. يقدر عدد سكانها بـ 774 نسمة بحسب إحصاء 2016.